# Parchi del Garda
Quella del lago di Garda è la zona d'Italia a più alta concentrazione di parchi di divertimento per via della notevole affluenza turistica. I parchi di divertimento di questa zona vanno sotto la denominazione di parchi del Garda.

## Gardaland

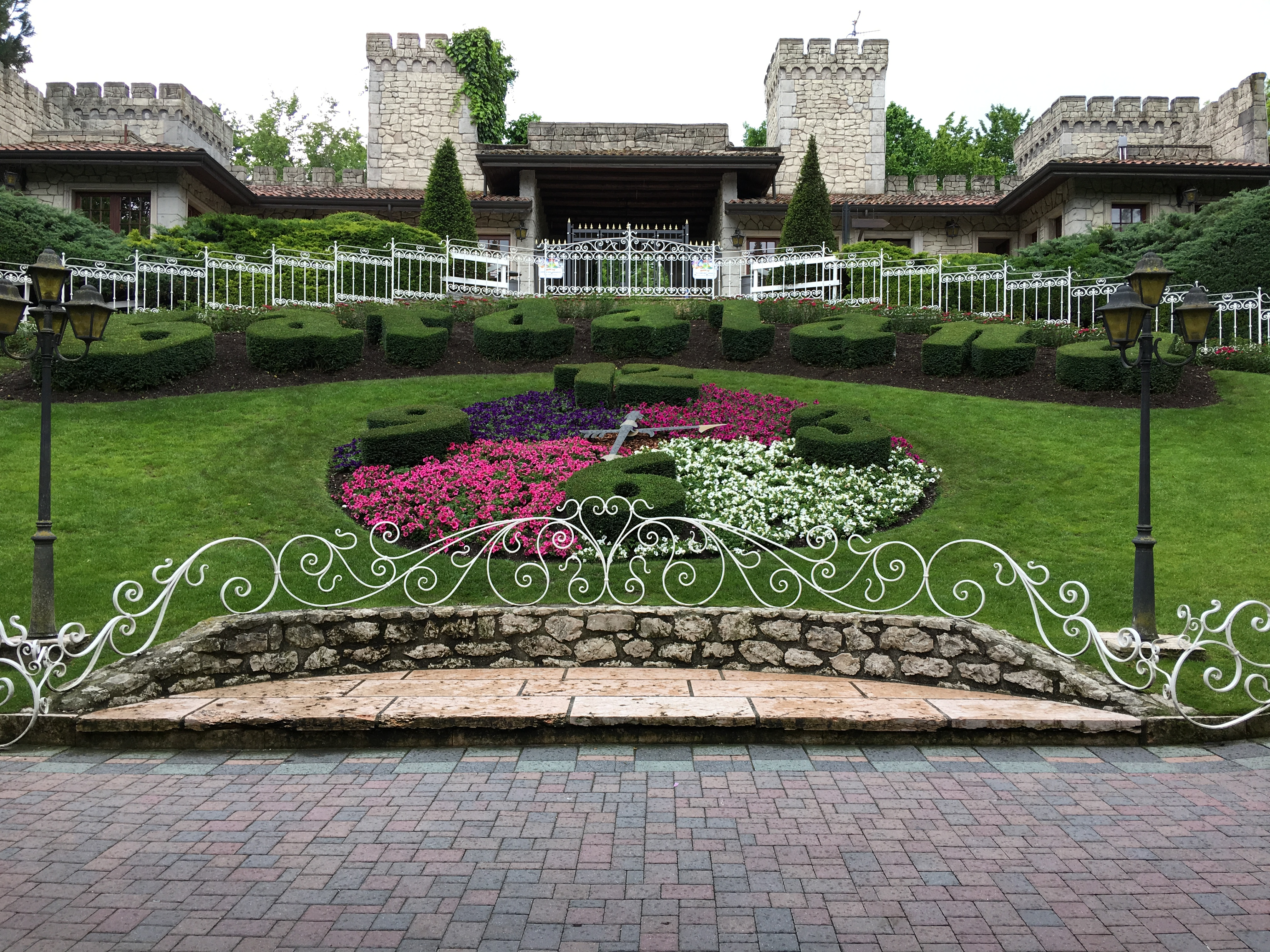
Ingresso di Gardaland

Gardaland è un parco divertimenti situato nel comune di Castelnuovo del Garda che si estende su una superficie di 600.000 metri quadrati, ed al suo interno si trovano attrazioni meccaniche, tematiche ed acquatiche. Ha anche una propria struttura ricettiva. Ogni anno viene visitato da più di 3,2 milioni di persone.

## Gardaland Sea Life Aquarium
Il Gardaland Sea Life Aquarium è un acquario tematizzato, con un succedersi di ambienti che ricostruiscono gli habitat naturali in cui è possibile ammirare migliaia di creature.
Si trova anch'esso nel comune di Castelnuovo del Garda.

## Canevaworld

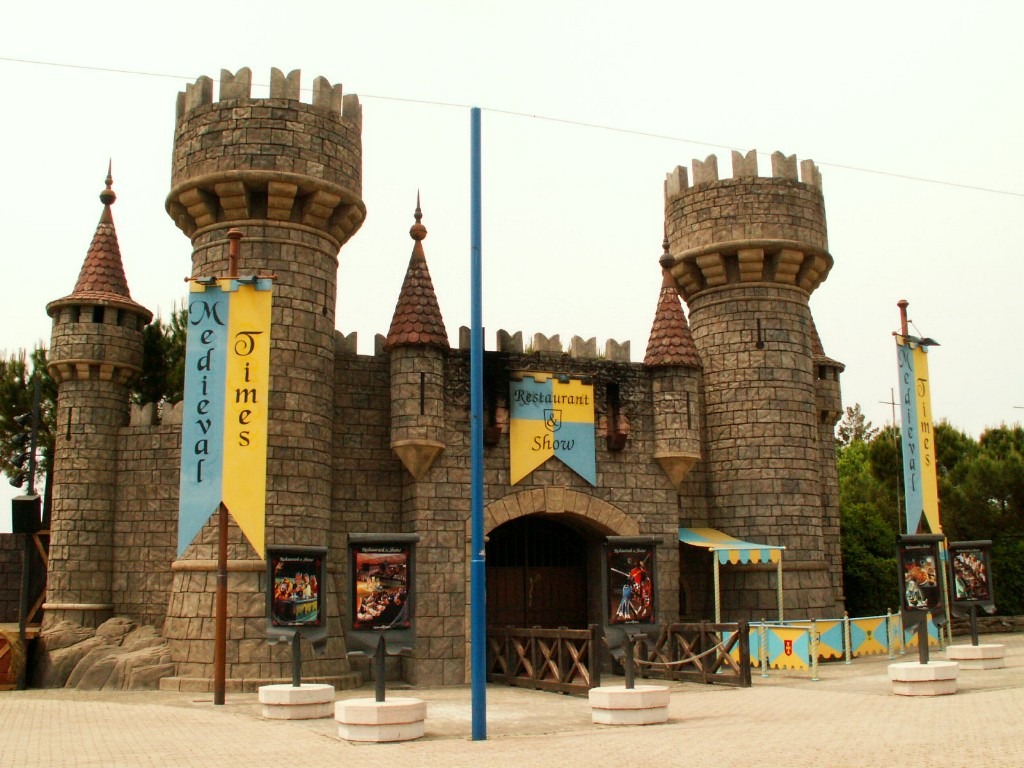
Canevaworld

La struttura nasce negli anni sessanta, con l'apertura di una sala da ballo e la costruzione di impianti sportivi, e solo nella prima metà degli anni ottanta la struttura inizia ad evolvere nella forma di un vero parco divertimento. All'inizio degli anni novanta, è il primo parco in Italia a presentare tre generi di spettacolo: tuffi acrobatici, sci nautico ed Ice Show. Il pionieristico palinsesto è presentato dal giornalista Massimo Zuccotti che conduce oltre mille spettacoli in circa 10 anni di permanenza. Il parco è situato a Lazise.

## Movieland Park
Movieland Park (già Mister Movie Studios, Movie Studios e Movieland Studios) è un parco divertimenti situato a Lazise. È un parco tematico con attrazioni basate sul cinema, sui film e sulle sue star. Tra queste il famoso stunt-show dedicato a Rambo, il primo 5D-Game in Italia (basato sul film Terminator), l'adrenalinica attrazione "Tomb Raider Machine", l'innovativo U-571 per una battaglia sotto gli oceani, l'Horror House, considerata una delle case dell'orrore più spaventose d'Italia e le immancabili Magma 2 per un avventuroso viaggio pieno di imprevisti e il nuovissimo Kitt Superjet per vivere un'ondata di adrenalina.

## Caneva Aquapark
Caneva Aquapark (già AquaParadise e Movieland Aquastudios) è un parco acquatico che riproduce un'isola caraibica devastata da un tifone, primo parco acquatico a tema d'Europa. Da menzionare il fatto che viene realizzata anche una delle prime piscine ad onde d'Europa.

### Altre strutture
Raggiungibili esternamente dai due parchi vi sono anche Medieval Times, un ristorante in cui durante la cena degli spettatori si svolge un torneo medievale, e Rock Star Restaurant, ristorante con cucina statunitense e arredamento in stile anni sessanta e settanta.

## Parco Natura Viva
Il Parco Natura Viva è un parco faunistico situato a Bussolengo con un centro tutela di specie animali minacciate d'estinzione. Al giardino zoologico si affiancano oggi diverse funzioni, tra le quali la conservazione delle specie minacciate, ricerca e divulgazione naturalistica.

## Parco giardino Sigurtà

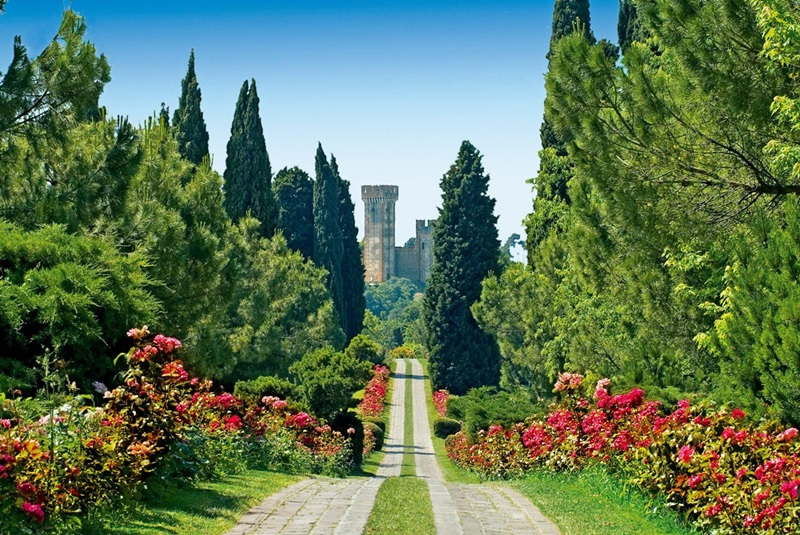
Parco giardino Sigurtà

Il parco giardino Sigurtà è un'oasi naturalistica situata a Valeggio sul Mincio, estesa su una superficie di 60 ettari.
Il parco trova le sue origini nel 1617 come giardino della Villa Maffei, nel 1859 dopo la Battaglia di Solferino e San Martino fu quartier generale di Napoleone III e solo nel 1941 fu acquistato da Carlo Sigurtà. Fu proprio quest'ultimo proprietario che aprì le porte al pubblico nel 1978 e lo rese visitabile fino ai nostri giorni.
Oggi Parco Giardino Sigurtà offre una notevolissima varietà di piante, con grandi fioriture come quella dei Tulipani, degli Iris, delle Rose, delle Ninfee e degli Aster.
Vi sono inoltre diciotto laghetti con Carpe Koi, un'antica collezione di 40.000 bossi e una importante varietà di alberi ed arbusti.
Il parco è aperto al pubblico da marzo a novembre e chiude nei mesi invernali per consentire la manutenzione da parte dei giardinieri.

## Jungle Adventure
Jungle Adventure è un parco situato a San Zeno di Montagna, le cui attività comprendono numerose attrazioni in mezzo alla natura tra cui percorsi di diverse difficoltà, con ponti di legno, teleferiche e liane.

## South Garda Karting
Pista di kart, sita a Lonato del Garda; vi si svolgono gare di go-kart ed è possibil correre sulla pista per competizioni non agonistiche.

## Parchi acquatici minori
- Parco Acquatico La Quiete - Lonato
- Parco Acquatico Cavour - Valeggio sul Mincio
- Parco Baia delle Sirene - Garda
- Picoverde Parco Acquatico - Custoza
- Riovalli Acquasplash - Cavaion Veronese
- Waterland - Desenzano del Garda; chiuso dal 2006